# Expedición 31
La Expedición 31 fue la 31ª estancia de larga duración en la Estación Espacial Internacional.

## Tripulación
| Posición             | Primera parte (abril de 2012 a mayo de 2012)             | Segunda parte (mayo de 2012 a julio de 2012)             |
| -------------------- | -------------------------------------------------------- | -------------------------------------------------------- |
| Comandante           | Oleg Kononenko, RSA Segundo vuelo espacial               | Oleg Kononenko, RSA Segundo vuelo espacial               |
| Ingeniero de vuelo 1 | André Kuipers, ESA (Países Bajos) Segundo vuelo espacial | André Kuipers, ESA (Países Bajos) Segundo vuelo espacial |
| Ingeniero de vuelo 2 | Don Pettit, NASA Tercer vuelo espacial                   | Don Pettit, NASA Tercer vuelo espacial                   |
| Ingeniero de vuelo 3 |                                                          | Joseph M. Acaba, NASA Segundo vuelo espacial             |
| Ingeniero de vuelo 4 |                                                          | Gennady Padalka, RSA Cuarto vuelo espacial               |
| Ingeniero de vuelo 5 |                                                          | Sergei Revin, RSA Quinto vuelo espacial                  |

FuenteNASA